# Breizacanthus ligur
Breizacanthus ligur is een soort haakworm uit het geslacht Breizacanthus. De worm behoort tot de familie Arhythmacanthidae. Breizacanthus ligur werd in 1975 beschreven door Paggi, Orecchia & Della Setta.